# Tour della nazionale maschile di rugby a 15 del Galles 1964
Nel 1964 la nazionale gallese  si reca per la prima volta in tour. Meta è l'Africa Australe

## Risultati principali
| Nairobi 12 maggio 1964 | East Africa | 8 – 26 | Galles XV |  |

| Wellington maggio 1964 | Boland | 6 – 17 | Galles XV |  |

| Pretoria maggio 1964 | Northern Transvaal | 22 – 9 | Galles XV | Loftus Versfeld |

| Bloemfontein maggio 1964 | Orange Free State | 6 – 14 | Galles XV |  |

| Arbitro: | Gert Engelbrecht |

| |            | |
| Hopwood, Marais Smith | mt         | |
| Oxlee 3 | tr         | |
| Oxlee | c.p.       | Bradhsaw |
| Wilson | drop       | |
| 15.Lionel Wilson, 14.Jannie Engelbrecht, 13.John Gainsford, 12.Dave Stewart, 11.Corra Dirksen, 10.Keith Oxlee, 9.Nelie Smith, 8.Doug Hopwood, 7.Tommy Bedford, 6.Frik du Preez, 5.Avril Malan, 4.Gawie Carelse, 3.Hannes Marais, 2.Abie Malan (c), 1.Mof Myburgh | Formazioni | 15.Grahame Hodgson, 14.Ken Jones, 13.John Dawes, 12.Keith Bradshaw, 11.Dewi Bebb, 10.David Watkins, 9.Clive Rowlands (c), 8.John Mantle, 7.David Hayward, 6.Alun Pask, 5.Brian Thomas, 4.Brian Price, 3.Denzil Williams, 2.Norman Gale, 1.Len Cunningham |

## Team
- Manager: D.J. Phillips

### Estremi
- Grahame Hodgson (Neath)
- Haydn Davies (London Welsh)

### Tre quarti
- Dewi Bebb (Swansea)
- Keith Bradshaw (Bridgend)
- John Dawes (London Welsh)
- Ken Jones  (Llanelli)
- Stuart Watkins (Newport)

### Mediani
- Clive Rowlands (Pontypool)
- Alan Lewis  (Abertillery)
- David Watkins (Newport)
- M. Young (Bridgend RFC)

### Avanti
- Len Cunningham (Aberavon)
- Norman Gale (Llanelli)
- David Hayward (Cardiff)
- J. Isaac (Swansea)
- John Mantle (Newport)
- Haydn Morgan (Abertillery)
- Alun Pask (Abertillery)
- Brian Price (Newport)
- Gareth Prothero (Bridgend RFC)
- Brian Thomas (Neath)
- Ron Waldron (Neath)
- Denzil Williams (Ebbw Vale)